# Monasterio de Santa María de Valdeiglesias
El monasterio de Santa María la Real de Valdeiglesias,  monasterio de Santa María de Valdeiglesias o simplemente monasterio de Pelayos es un monasterio de España en ruinas situado en la localidad de Pelayos de la Presa, en la Comunidad de Madrid.

## Historia
Se localiza al norte del arroyo de la Presa, cerca de la localidad. Su construcción, efectuada por la orden cisterciense, data del siglo XII, aunque sufrió mejoras a partir del siglo XV. En 1836 la desamortización de Mendizábal y la marcha de los monjes supusieron el comienzo del proceso de ruina en el que se encuentra el complejo.
En 1854 la sillería del coro, de estilo plateresco del siglo XVI, fue trasladado a la catedral de Murcia por donación de la reina Isabel II de España, después de que la anterior sillería fuese destruida en un incendio.
El arquitecto Mariano García Benito adquirió las ruinas en 1974 e invirtió esfuerzos en su rehabilitación; posteriormente lo donó al ayuntamiento de Pelayos de la Presa en 2003.
Fue declarado por Real Decreto bien de interés cultural el 23 de noviembre de 1983, publicándose la resolución en el BOE el 14 de febrero de 1984.